# Ottignies-Louvain-la-Neuve
Ottignies-Louvain-la-Neuve (wa. Ocgniye-Li Noû Lovén) – miasto w środkowej Belgii, w Regionie Walońskim, w prowincji Brabancja Walońska, w okręgu Nivelles.

## Podział administracyjny
W skład miasta wchodzą cztery dzielnice (section):
- Céroux-Mousty
- Limelette
- Louvain-la-Neuve
- Ottignies

## Szkolnictwo
W dzielnicy Louvain-la-Neuve utworzono wyższą uczelnię Université catholique de Louvain (UCLouvain), jako francuski odpowiednik Katolickiego Uniwersytetu w Lowanium, kiedy placówka ta została oddzielona od niderlandzkojęzycznej części, która pozostała w mieście Leuven.
W czerwcu 2009 r. otworzono w mieście Hergé Museum poświęcone pracy ilustratora Georges’a Remiego, autora komiksu Przygody Tintina.

## Park naukowy
Stworzony w roku 1971 park naukowy LLN Science Park jest pierwszym tego rodzaju w Belgii i największym w Walonii (francuskojęzycznej części Belgii). Park zajmuje obszar 231 hektarów na terenie miasta i gminy Mont-Saint-Guibert (ok. 30 km od Brukseli).
Głównym celem stworzenia i rozwoju parku był rozwój kooperacji pomiędzy przemysłem i Katolickim Uniwersytetem w Lowanium i pobudzenie ekonomiczne regionu. Szczególny nacisk położony jest na ekologiczność.
W parku naukowym ma swoją siedzibę ponad 130 firm, które zatrudniają 4500 pracowników i są trzy centra biznesowe.

## Współpraca
Miejscowości partnerskie:
- Drăgănești, Rumunia
- Jassans-Riottier, Francja
- Leuven, Brabancja Flamandzka
- Masaya, Nikaragua
- Tiassalé, Wybrzeże Kości Słoniowej
- Veszprém, Węgry